# Sharp Objects
Sharp Objects é uma minissérie estadunidense dos gêneros drama psicológico, mistério e suspense baseada no romance de mesmo nome da escritora estadunidense Gillian Flynn. Adaptada por Marti Noxon, dirigida por Jean-Marc Vallée e produzida e protagonizada por Amy Adams, a minissérie estreou no canal HBO em 8 de julho de 2018.

## Resumo
A repórter Camille Preaker (interpretada por Amy Adams), que sofre de alcoolismo e tem uma passagem recente por um hospital psiquiátrico graças a episódios de autolesão, volta à sua cidade natal, Wind Gap, para cobrir o paradeiro de duas garotas. A tarefa obriga Camille a se reencontrar com a sua mãe, Adora Crellin (Patricia Clarkson), e a enfrentar traumas da sua infância e adolescência.

## Elenco

### Principal
- Amy Adams como Camille Preaker; uma repórter alcoólatra que recebeu alta recentemente de um hospital psiquiátrico após episódios de autolesão.
  - Sophia Lillis como Camille Preaker (jovem)
- Patricia Clarkson como Adora Crellin; uma socialite autoritária, sádica e narcisista, mãe de Camille e Amma.
- Chris Messina como Richard Willis; um detetive investigativo de Kansas City que chega a Wind Gap para ajudar nas investigações dos assassinatos.
- Eliza Scanlen como Amma Crellin; meia-irmã de Camille e filha de Adora e Alan.
- Matt Craven como Billy Vickery; o chefe de polícia de Wind Gap.
- Henry Czerny como Alan Crellin; padrasto de Camille, marido de Adora e pai de Amma.
- Taylor John Smith como John Keene; irmão de Natalie Keene, a segunda vítima dos assassinatos de Wind Gap.
- Madison Davenport como Ashley Wheeler; namorada de John.
- Miguel Sandoval como Frank Curry; o editor do St. Louis Chronicle que envia Camille de volta a Wind Gap para a investigação dos assassinatos.
- Will Chase como Bob Nash; o pai de Ann Nash, a primeira vítima dos assassinatos de Wind Gap.
- Jackson Hurst como Kirk Lacey; professor da Wind Gap Middle School.
- Lulu Wilson como Marian Crellin; meia-irmã de Camille que morreu na frente dela quando eram crianças, a primeiro filha de Adora e Alan juntos e irmã de Amma.
- Elizabeth Perkins como Jackie O'Neill; a fofoqueira da cidade e amiga de longa data da família dos Crellins.

### Recorrente
- David Sullivan como Chris; o dono de um bar onde Camille frequenta em Wind Gap e grande amigo dela.
- Violet Brinson como Kelsey
- April Brinson como Jodes
- Barbara Eve Harris como Eileen Curry; esposa de Frank Curry e amiga de Camille.
- Emily Yancy como Gayla; governanta de Adora e Alan.
- Sydney Sweeney como Alice; colega de quarto adolescente de Camille no hospital psiquiátrico onde ela estava internada.
- Jessica Treska como Natalie Keene; a segunda vítima dos assassinatos de Wind Gap.
- Beth Broderick como Annie B
- Catherine Carlen como Deeanna
- Loretta Fox como Melissa
- Aaron Holliday como Damon
- Londres Vanovan como Amanda Nash
- Ryan James Nelson como Nolan
- Jennifer Aspen como Jeannie Keene; a mãe de John e Natalie Keene
- Randy Oglesby como pastor
- Betsy Baker como Jocelyn Vickery
- Cody Sullivan como Nathan
- Evan Castelloe como o adolescente Kirk Lacey
- Gunnar Koehler como Bobby Nash
- Gracie Prewitt como Tiffanie Nash
- Daisy Garcia como garçonete de bar
- Reagan Pasternak como Katie Lacey
- Lauran Setembro como Angie
- Jean Villepique como Gretchen
- Ericka Kreutz como Lisa
- Guy Boyd como Clyde
- Sonny Shah como caixa
- Kaegan Baron como Ann Nash; a primeira vítima dos assassinatos de Wind Gap.

## Episódios

### Lista de episódios[2]
| № | Título  | Data de exibição     |
| - | ------- | -------------------- |
| 1 | Vanish  | 8 de julho de 2018   |
| 2 | Dirt    | 15 de julho de 2018  |
| 3 | Fix     | 22 de julho de 2018  |
| 4 | Ripe    | 29 de julho de 2018  |
| 5 | Closer  | 5 de agosto de 2018  |
| 6 | Cherry  | 12 de agosto de 2018 |
| 7 | Falling | 19 de agosto de 2018 |
| 8 | Milk    | 26 de agosto de 2018 |

### Resumo dos episódios
| N.º na série | N.º na temp. | Título                      | Dirigido por     | Escrito por                   | Lançamento           |
| --- | ------------ | --------------------------- | ---------------- | ----------------------------- | -------------------- |
| 1 | 1            | "Vanish" "Desaparecer" (BR) | Jean-Marc Vallée | Marti Noxon                   | 8 de julho de 2018   |
| Camille Preaker, uma repórter que trabalha em St. Louis, luta contra o alcoolismo e auto-mutilação. Ela tem flashbacks de sua infância conturbada na pequena cidade de Wind Gap, no Missouri. Seu editor, Frank Curry, ordena que ela volte a Wind Gap, onde uma garota de 13 anos, Ann Nash, foi assassinada no último verão, e outra, de 14 anos, chamada Natalie Keene, está desaparecida. Os flashbacks de Camille se intensificam quando ela volta e após alguns dias, ela vai viver com sua mãe Socialite, Adora Crellin, com seu padrasto Alan, e sua meia-irmã, a jovem Amma. Ela conhece o detetive Richard Willis durante uma atividade de busca. Então, ela fala com Bob Nash sobre o desaparecimento de sua filha. Mais tarde, o corpo de Natalie Keene é descoberto no beco atrás da delegacia da cidade. Amma e Camille falam sobre sua irmã do meio, Marian, que morreu enquanto Camille era mais jovem, e Amma secretamente admite desgostar do tratamento de sua mãe a ela e se comporta como uma criança para esconder seu lado rebelde. Durante um banho, é revelado que não só Camille possui a palavra "Vanish" riscada na pele do braço, mas que ela possui palavras riscadas na pele por todo o seu corpo.    |              |                             |                  |                               |                      |
| 2 | 2            | "Dirt" "Sujeira" (BR)       | Jean-Marc Vallée | Gillian Flynn                 | 15 de julho de 2018  |
| Richard se pergunta por que Ann foi encontrada no lugar onde foi morta na floresta, e Natalie foi descoberta colocada no meio da cidade, com seus dentes retirados por alicate. Camille vê Richard obtendo amostras do solo dos pneus do carro de Bob Nash. Adora, que tem mantido o quarto de Marian como um santuário, continua a menosprezar Camille, a quem acusa de envergonhar a família por sua investigação. Camille pensa que o irmão mais velho de Natalie, John, que já cumpre o ensino médio, se destaca em Wind Gap, e é dito pelas crianças da vizinhança que "A mulher de branco" levou Natalie. O chefe de polícia Bill Vickery entende que o menino que viu isso é problemático e não pode ser creditado. Camille diz que eles costumavam assustar uns aos outros com histórias sobre a mulher de branco levando crianças, mas Vickery e Richard insistem que Natalie e Ann foram assassinadas por um homem. Adora acusa Camille de estar bêbada no funeral de Natalie e diz que a vítima a lembrava de Camille quando jovem, e que então ela tentou ajudar Natalie. |              |                             |                  |                               |                      |
| 3 | 3            | "Fix" "Ajuste" (BR)         | Jean-Marc Vallée | Alex Metcalf                  | 22 de julho de 2018  |
| Depois de uma festa, Amma está bêbada e bate com o carrinho de golfe nas plantas da mãe. Camille tem um flashback para uma estadia recente num prédio psiquiátrico, onde ela compartilhou o quarto com uma jovem mulher chamada Alice. Elas se tornam amigas ouvindo as músicas de Alice, mas ela comete suicídio ao beber limpador de dreno e uma Camille devastada corta seus próprios pulsos. No presente, Camille entrevista Bob Nash, que pensa que John Keene está envolvido. Vickery chama Adora, que chega ao local, repreende Camille e conforta Bob. Mais tarde, John Keene acusa Bob Nash de estar envolvido. A namorada de John, Ashley Wheeler, é uma das poucas pessoas amistosas com Camille. Depois de uma conversa entre Adora e Vickery, Adora adverte Amma sobre Camille e sobre ela ser perigosa. Richard é frustrado pela falta de cooperação do público em Wind Gap e por Vickery menosprezar sua crença é de dentro da cidade. Ele diz a Camille para ficar fora de seu caminho. É revelado que Adora também conhecia Anna e que foi sua tutora. |              |                             |                  |                               |                      |
| 4 | 4            | "Ripe" "Ranço" (BR)         | Jean-Marc Vallée | Vince Calandra                | 29 de julho de 2018  |
| Camille vai a um almoço com Jackie e suas outras amigas, onde discutem Bob Nash e John Keene. Logo depois, ela mostra a Richard várias cenas de crime em Wind Grap antes de levá-lo para uma cabana de caçador na floresta, onde valentões do ensino médio transam com animadoras de torcida. Um flashback mostra Camille como animadora sendo perseguida por um grupo de garotos antes de, aparentemente, ser violentada. No presente, Camille recebe uma carícia íntima de Richard e os dois se beijam depois disso. É revelado que Amma criou pôsteres grotescos de John Keene, que logo depois é demitido do seu trabalho na fábrica processadora de porcos de Adora, por conta de sua reputação. Conforme o Dia Calhoun se aproxima, Amma pratica sua encenação e flerta secretamente com seu professor. Alan flagra Adora numa conversa com Vickery e se irrita. Logo depois, Adora conversa com Camille sobre seu desapontamento em sua filha mais velha sempre se opor a ela. Ela então diz que Camille cheira a ranço. Naquela mesma noite, Camille descobre através de John Keene que Amma era uma amiga próxima de Ann e Natalie. Como resultado, Camille tem uma visão perturbadora de Amma, morta na cabana de caçador. |              |                             |                  |                               |                      |
| 5 | 5            | "Closer" "Mais perto" (BR)  | Jean-Marc Vallée | Scott Brown                   | 5 de agosto de 2018  |
| Trabalhadores começam a decorar o quintal da casa de Adora para as celebrações do Dia Calhoun quando Amma descobre o artigo de Camille sobre os assassinatos. Furiosa, Amma rouba as roupas de Camille no provador quando procuravam um figurino e Camille é forçada a revelar seus ferimentos no corpo à Adora, que fica ofendida por ela ter feito isso por rancor. Amma, cheia de culpa, logo presenteia Camille com um vestido e pede perdão. Durante o Dia Calhoun, Richard nota que Bob Nash está bebendo bastante na festa enquanto Ashley confronta Camille por não a incluir no artigo. Adora nota Camille falando com Richard e o leva num tour privado pela casa, onde ela diz a ele que Camille é perigosa. Durante a peça, surge um confronto entre Bob e John. Assustada, Amma foge e os convidados partem para buscá-la, mas Camille é quem a encontra, ferida, na cabana de caçador, e a traz de volta para casa. Mais tarde, Adora explica à Camille por que ela nunca amou a filha. Perturbada, Camille vai embora e chega no motel de Richard, onde transa com ele. |              |                             |                  |                               |                      |
| 6 | 6            | "Cherry" "Cereja" (BR)      | Jean-Marc Vallée | Dawn Kamoche & Ariella Blejer | 12 de agosto de 2018 |
| Alan culpa Camille pela doença de sua mãe e a reprime por mencionar as garotas mortas, ameaçando tirá-la de casa. Flashbacks mostram Camille como uma animadora de torcida no colégio, quando seus amigos fizeram apontamentos desagradáveis sobre seu período menstrual; Becca, a única menina negra, a ajuda e nota a palavra "Cereja" marcada em sua coxa. De volta ao presente, Camille se junta a suas velhas amigas para um Brunch e só se conecta com Becca. Richard pesquisa sobre o passado de Camille e visita o hospital psiquiátrico onde ela esteve. Naquela noite, enquanto Camille compra licor, ela encontra Amma e seus amigos, que a convidam para uma festa. Lá, John e Ashley aparecem, mas logo Amma e suas amigas, bêbadas, se desfazem do casal, o que faz com que eles vão embora. Amma convence Camille a tomar Oxicodona e Ecstasy, e logo depois ambas saem juntas por Wind Gap andando de patins. Ambas retornam para casa e Amma implora para ir com Camille rumo a St. Louis. As duas então desmaiam no quarto de Camille enquanto Adora assiste a tudo tristemente. |              |                             |                  |                               |                      |
| 7 | 7            | "Falling" "Caindo" (BR)     | Jean-Marc Vallée | Gillian Flynn & Scott Brown   | 19 de agosto de 2018 |
| Camille acorda para se descobrir na cama, sendo tratada por Adora. Enquanto isso, Richard continua sua investigação sobre Marian Crellin e descobre que ela na verdade foi envenenada por Adora, que provavelmente possui Münchhausen por Procuração. Sob o argumento de remédio para sua embriaguez, Adora dá veneno à Amma, da mesma forma. Enquanto a polícia busca John Keene, Camille o descobre num bar onde ambos conversam e se conectam, prosseguindo a um quarto de motel e transando. Logo depois a polícia chega e o prende, com Camille sendo pega na cama pelos policiais junto a ele. Richard recrimina Camille após vê-la no quarto com John, terminando seu relacionamento. Camille descobre sobre a condição de sua mãe por Jackie, e também que o corpo de Marian foi cremado para evitar suspeitas. Após sair com pressa, Camille se desespera no telefone com Curry e recusa seu pedido de retorno a St. Louis, e em vez disso deseja confrontar sua mãe. |              |                             |                  |                               |                      |
| 8 | 8            | "Milk" "Leite" (BR)         | Jean-Marc Vallée | Marti Noxon & Gillian Flynn   | 26 de agosto de 2018 |
| Camille retorna para casa para encontrar sua família se sentada à mesa, para jantar. Ela finge estar doente para tirar a atenção de Adora sobre Amma. Adora envenena Camille a ponto de quase-morte. Richard bate na porta e pergunta por Camille, mas Alan declara que saiu com amigas. Richard chega depois com Curry e o chefe Vickery, e Adora é presa por envenenar as filhas. Richard encontra alicates ensanguentados que estão de acordo com os assassinatos. Enquanto se recuperava no hospital, Camille soube por Richard que sua mãe a envenenou com veneno de rato e que Amma obteve uma tolerância através dos anos de uso, enquanto ela não. Amma se muda com Camille para St. Louis e fica amiga de uma vizinha chamada Mae, que então desaparece. Camille encontra um dente dentro da casa de bonecas de Amma, e percebe que todo o chão do cômodo na pequena casa é feito de dentes. Amma vê Camille olhando para o dente e descobrindo tudo, enquanto diz, sutilmente, "Não conte para a mamãe." Numa cena em meio aos créditos, Amma é mostrada com seus amigos matando Ann, Natalie e matando Mae sozinha. |              |                             |                  |                               |                      |

## Produção

### Desenvolvimento
Em 2008, foi relatado que o romance Sharp Objects de Gillian Flynn estava em desenvolvimento pela produtora francesa Pathé, com Andrea Arnold pronta para dirigir. Em 2012, foi relatado que o romance havia sido escolhido pela Alliance Films, com Jason Blum esperado para atuar como produtor. Posteriormente, Marti Noxon abordou Blum com sua visão para uma série de televisão de oito episódios.
Em 8 de julho de 2014, foi anunciado que a Blumhouse Productions e a Entertainment One estariam desenvolvendo e produzindo um drama baseado no romance de estréia de Gillian Flynn. Marti Noxon atuaria como Showrunner, roteirista e produtora executiva, enquanto Jean-Marc Vallée atuaria como diretor e produtor executivo.
Em 1º de abril de 2016, foi anunciado que a HBO havia dado à produção um pedido direto de oito episódios. Em 15 de maio de 2018, foi anunciado que a série estrearia em 8 de julho de 2018. Em 25 de julho do mesmo ano, o presidente da programação da HBO Casey Bloys confirmou que, ao contrário de outras séries como Big Little Lies, que foi originalmente encomendada como uma série limitada antes de ser renovada para uma segunda temporada, Sharp Objects não retornará para mais episódios.

### Elenco
Em 19 de fevereiro de 2016, a Variety informou que Amy Adams havia se juntado ao projeto como sua protagonista. Em março de 2017, foi anunciado que Patricia Clarkson, Eliza Scanlen, Elizabeth Perkins, Madison Davenport, Chris Messina, Matt Craven e Taylor John Smith tinham sido escalados em papéis regulares. Também foi anunciado que Will Chase, Jackson Hurst e Jennifer Aspen se juntaram ao elenco de forma coadjuvante. Em 22 de maio de 2017, foi anunciado que David Sullivan, Reagan Pasternak, Sidney Sweeney, Hilary Ward e Sophia Lillis haviam sido escalados para papéis recorrentes.

### Filmagem
A filmagem da série começou em 6 de março de 2017. Os locais de filmagem incluíram Barnesville, Georgia; Los Angeles, Redwood Valley, Santa Clarita e Mendocino, todos na Califórnia.
Foi relatado que houve uma quantidade razoável de turbulência no set da série. A Showrunner Noxon descreveu os supostos "disputas de gritaria" que ela e os outros produtores teriam com o diretor Vallée por sua recusa em aderir aos roteiros da série. Noxon descreveu Vallée como "muito mais interessado em imagens e contando histórias através de fotos, e ele é brilhante nisso... mas eu amo a língua... Eu estudei teatro em Wesleyan antes de me tornar escritor, e a beleza da linguagem, particularmente na tradição gótica do sul, é tão importante para mim". Noxon, juntamente com Gillian Flynn, Jessica Rhoades, Amy Adams e outro produtor masculino teriam que pressionar Vallée para incluir o diálogo do roteiro em suas cenas, para seu descontentamento.

### Música
Cada episódio apresenta uma seqüência de título com uma interpretação diferente da música "Dance and Angela", de Franz Waxman, da trilha sonora do filme A Place in the Sun, de 1951. Um tratamento eletrônico da música, de Jeffrey Brodsky, foi usado para o segundo episódio. Todas as músicas apresentadas na série são diegéticas, provenientes de uma fonte (estéreo, fones de ouvido, etc.) na cena. A série garantiu os direitos de quatro músicas do Led Zeppelin, uma banda que é notoriamente difícil de conseguir os direitos. A supervisora de música Susan Jacobs declarou: "Nós estávamos tentando explicar a importância do que a música realmente faz e como ela desempenha um papel crucial na vida dessa menina" e "também a ideia de escapismo da música". A banda gostou da ideia e aprovou o uso de sua música.

## Lançamento

### Marketing
Em 22 de abril de 2018, um teaser foi lançado. Já o trailer oficial foi lançado em 5 de junho de 2018.

### Estreia
Em 7 de junho de 2018, Sharp Objects estreou durante o ATX Television Festival, em Austin, no Texas. Depois da exibição, foi realizada uma sessão de perguntas e respostas com Amy Adams, Gillian Flynn, Jason Blum, Jean-Marc Vallée e Marti Noxon.

## Recepção

### Crítica
Sharp Objects foi recebida com uma resposta positiva dos críticos na sua estreia.
No site de indexação de críticas Rotten Tomatoes, a série tem um índice de aprovação de 92%, com uma classificação média de 8,14 de 10, com base em 118 avaliações. O consenso da crítica do portal afirma: “uma queima lenta quase insuportável, Sharp Objects mantém a sua força com uma inabalável atmosfera austera e um excelente elenco, encabeçado por uma magnífica Amy Adams”.
Já o site Metacritic, que gera notas médias ponderadas, atribui à série uma pontuação de 78 em 100, com base em 41 críticas, e indica que as suas avaliações são “geralmente favoráveis”.

### Classificação
| № | Título  | Data de exibição     | Rating (18–49) | Espectadores (milhões) | DVR (18–49) | Espectadores DVR (milhões) | Total (18–49) | Total de espectadores (milhões) |
| - | ------- | -------------------- | -------------- | ---------------------- | ----------- | -------------------------- | ------------- | ------------------------------- |
| 1 | Vanish  | 8 de julho de 2018   | 0.5            | 1.54                   | 0.1         | 0.59                       | 0.6           | 2.13                            |
| 2 | Dirt    | 15 de julho de 2018  | 0.3            | 1.10                   | N/A         | 0.74                       | N/A           | 1.84                            |
| 3 | Fix     | 22 de julho de 2018  | 0.3            | 1.03                   | N/A         | 0.79                       | N/A           | 1.82                            |
| 4 | Ripe    | 29 de julho de 2018  | 0.2            | 0.93                   | 0.3         | N/A                        | 0.5           | N/A                             |
| 5 | Closer  | 5 de agosto de 2018  | 0.4            | 1.17                   | 0.1         | 0.62                       | 0.5           | 1.79                            |
| 6 | Cherry  | 12 de agosto de 2018 | 0.3            | 1.13                   | 0.2         | 0.57                       | 0.5           | 1.70                            |
| 7 | Falling | 19 de agosto de 2018 | 0.4            | 1.25                   | 0.3         | 0.94                       | 0.7           | 2.19                            |
| 8 | Milk    | 26 de agosto de 2018 | 0.5            | 1.76                   | 0.2         | 0.71                       | 0.7           | 2.47                            |

## Premios e Indicações
| Ano  | Premiação                                          | Categoria | Indicado | Resultado | Notas |
| ---- | -------------------------------------------------- | --- | --- | --------- | ----- |
| 2018 | California on Location Awards                      | Location Manager of the Year - One Hour Television                                                                    | Gregory H. Alpert | Venceu    |       |
| 2018 | Gotham Awards                                      | Breakthrough Series - Longform                                                                                        | Produtores | Indicado  |       |
| 2018 | IGN Summer Movie Awards                            | Best Dramatic TV Performance                                                                                          | Amy Adams | Indicado  |       |
| 2019 | Golden Globes                                      | Best Performance by an Actress in a Supporting Role in a Series, Limited Series or Motion Picture Made for Television | Patricia Clarkson | Venceu    |       |
| 2019 | Golden Globes                                      | Best Performance by an Actress in a Limited Series or a Motion Picture Made for Television                            | Amy Adams | Indicado  |       |
| 2019 | Golden Globes                                      | Best Television Limited Series or Motion Picture Made for Television                                                  | Produtores | Indicado  |       |
| 2019 | Primetime Emmy Awards                              | Outstanding Limited Series                                                                                            | Produtores | Indicado  |       |
| 2019 | Primetime Emmy Awards                              | Outstanding Lead Actress in a Limited Series or Movie                                                                 | Amy Adams | Indicado  |       |
| 2019 | Primetime Emmy Awards                              | Outstanding Supporting Actress in a Limited Series or Movie                                                           | Patricia Clarkson | Indicado  |       |
| 2019 | Primetime Emmy Awards                              | Outstanding Casting for a Limited Series, Movie or Special                                                            | David Rubin | Indicado  |       |
| 2019 | Primetime Emmy Awards                              | Outstanding Contemporary Costumes                                                                                     | Alix Friedberg (costume designer) Shawn Barry (costume supervisor) For episode "Closer" | Indicado  |       |
| 2019 | Primetime Emmy Awards                              | Outstanding Single-Camera Picture Editing for a Limited Series or Movie                                               | Véronique Barbe Justin Lachance Maxime Lahaie Émile Vallée Jean-Marc Vallée For episode "Fix" | Indicado  |       |
| 2019 | Primetime Emmy Awards                              | Outstanding Makeup for a Limited Series or Movie (Non-Prosthetic)                                                     | Michelle Radow (department head makeup artist) Erin Rosenmann (key makeup artist) Kate Biscoe (personal makeup artist) Karen Toole-Rentrop (makeup artist) | Indicado  |       |
| 2019 | Primetime Emmy Awards                              | Outstanding Hairstyling for a Limited Series or Movie                                                                 | Jose Zamora (co-department head hairstylist) Michelle Ceglia (co-department head hairstylist) Jocelyn Mulhern (key hairstylist) Patricia Dehaney (personal hairstylist) Melissa Yonkey (hairstylist) Stacey K. Black (hairstylist) For episode "Closer"                                                                       | Indicado  |       |
| 2019 | Screen Actors Guild Awards                         | Outstanding Performance by a Female Actor in a Television Movie or Limited Series                                     | Amy Adams | Indicado  |       |
| 2019 | Screen Actors Guild Awards                         | Outstanding Performance by a Female Actor in a Television Movie or Limited Series                                     | Patricia Clarkson | Indicado  |       |
| 2019 | American Cinema Editors                            | Best Edited Limited Series or Motion Picture for Televisio                                                            | Véronique Barbe Dominique Champagne Justin Lachance Maxime Lahaie Émile Vallée Jean-Marc Vallée For episode: Milk | Indicado  |       |
| 2019 | Art Directors Guild                                | Television Movie or Limited Series                                                                                    | John Paino (production designer) Austin Gorg (art director) Wes Hottman (assistant art director) Jason Perrine (graphic designer) Thomas T. Taylor (set designer) Steven Light-Orr (set designer) Shelley A. Wallace (set designer) Amy Wells (set decorator) Joanna Bush (concept artist) For episodes: Vanish, Closer, Milk | Indicado  |       |
| 2019 | Broadcast Film Critics Association Awards          | Best Limited Series                                                                                                   | Produtores | Indicado  |       |
| 2019 | Broadcast Film Critics Association Awards          | Best Supporting Actress in a Movie or Limited Series                                                                  | Elizabeth Perkins | Indicado  |       |
| 2019 | Broadcast Film Critics Association Awards          | Best Actress in a Movie Made for Television or Limited Series                                                         | Amy Adams Empatado com Patricia Arquette em "Escape at Dannemora (2018)" | Venceu    |       |
| 2019 | Broadcast Film Critics Association Awards          | Best Supporting Actress in a Movie or Limited Series                                                                  | Patricia Clarkson | Venceu    |       |
| 2019 | Canadian Cinema Editors Awards                     | Best Editing in TV Drama                                                                                              | Justin Lachance Véronique Barbe Dominique Champagne Maxime Lahaie Émile Vallée For episode: Milk | Indicado  |       |
| 2019 | Costume Designers Guild Awards                     | Excellence in Contemporary Television                                                                                 | Alix Friedberg | Indicado  |       |
| 2019 | Directors Guild of America                         | Outstanding Directorial Achievement in Movies for Television and Limited Series                                       | Jean-Marc Vallée | Indicado  |       |
| 2019 | GALECA: The Society of LGBTQ Entertainment Critics | TV Performance of the Year - Actress                                                                                  | Amy Adams | Indicado  |       |
| 2019 | Globes de Cristal Awards                           | Best Foreign TV Series (Meilleure série télévisée étrangère)                                                          | Marti Noxon | Venceu    |       |
| 2019 | Gold Derby Awards                                  | Movie/Limited Series Supporting Actress                                                                               | Patricia Clarkson | Venceu    |       |
| 2019 | Gold Derby Awards                                  | Movie/Limited Series Lead Actress                                                                                     | Amy Adams | Venceu    |       |
| 2019 | Gold Derby Awards                                  | Limited Series | Produtores | Indicado  |       |
| 2019 | Gold Derby Awards                                  | Movie/Limited Series Supporting Actor                                                                                 | Chris Messina | Indicado  |       |
| 2019 | Gold Derby Awards                                  | Movie/Limited Series Supporting Actress                                                                               | Eliza Scanlen | Indicado  |       |
| 2019 | Gold Derby Awards                                  | TV Movie/Mini Actress of the Decade                                                                                   | Amy Adams (3° lugar) | Indicado  |       |
| 2019 | Gold Derby Awards                                  | TV Movie/Mini Supporting Actress of the Decade                                                                        | Patricia Clarkson (3° lugar) | Indicado  |       |
| 2019 | Gold Derby Awards                                  | TV Movie/Mini Supporting Actress of the Decade                                                                        | Eliza Scanlen | Indicado  |       |
| 2019 | Golden Trailer Awards                              | Best Drama/Action Poster for a TV/Streaming Series                                                                    | | Indicado  |       |
| 2019 | Guild of Music Supervisors Awards                  | Best Music Supervision in a Television Limited Series or Movie                                                        | Susan Jacobs Empatado com Laura Webb e Lindsay Wolfington por "Para Todos os Garotos que Já Amei (2018)" | Venceu    |       |
| 2019 | Online Film & Television Association               | Best Supporting Actress in a Motion Picture or Limited Series                                                         | Patricia Clarkson Empatado com Emily Watson por "Chernobyl" (2019) | Venceu    |       |
| 2019 | Online Film & Television Association               | Best Supporting Actress in a Motion Picture or Limited Series                                                         | Eliza Scanlen | Indicado  |       |
| 2019 | Online Film & Television Association               | Best Ensemble in a Motion Picture or Limited Series                                                                   | Amy Adams Patricia Clarkson Chris Messina Eliza Scanlen Matt Craven Henry Czerny Taylor John Smith Madison Davenport Miguel Sandoval Will Chase Jackson Hurst Sophia Lillis Lulu Wilson Elizabeth Perkins | Indicado  |       |
| 2019 | Online Film & Television Association               | Best Actress in a Motion Picture or Limited Series                                                                    | Amy Adams | Indicado  |       |
| 2019 | Online Film & Television Association               | Best Limited Series                                                                                                   | | Indicado  |       |
| 2019 | Online Film & Television Association               | Best Direction of a Motion Picture or Limited Series                                                                  | | Indicado  |       |
| 2019 | Online Film & Television Association               | Best Writing of a Motion Picture or Limited Series                                                                    | | Indicado  |       |
| 2019 | Online Film & Television Association               | Best Music in a Non-Series                                                                                            | | Indicado  |       |
| 2019 | Online Film & Television Association               | Best Editing in a Non-Series                                                                                          | | Indicado  |       |
| 2019 | Online Film & Television Association               | Best Cinematography in a Non-Series                                                                                   | | Indicado  |       |
| 2019 | Online Film & Television Association               | Best Production Design in a Non-Series                                                                                | | Indicado  |       |
| 2019 | Online Film & Television Association               | Best Costume Design in a Non-Series                                                                                   | | Indicado  |       |
| 2019 | Online Film & Television Association               | Best Makeup/Hairstyling in a Non-Series                                                                               | | Indicado  |       |
| 2019 | Online Film & Television Association               | Best New Titles Sequence                                                                                              | | Indicado  |       |
| 2019 | PGA Awards                                         | Outstanding Producer of Limited Series Television                                                                     | Marti Noxon Jason Blum Gillian Flynn Amy Adams Jean-Marc Vallée Nathan Ross Gregg Fienberg Jessica Rhoades Marci Wiseman Jeremy Gold Vince Calandra David Auge | Indicado  |       |
| 2019 | Satellite Awards                                   | Best Actress in a Miniseries & Limited Series or a Motion Picture Made for Television                                 | Amy Adams | Venceu    |       |
| 2019 | Satellite Awards                                   | Best Miniseries & Limited Series                                                                                      | | Indicado  |       |
| 2019 | Television Critics Association Awards              | Outstanding Achievement in Movie or Miniseries                                                                        | | Indicado  |       |
| 2019 | Television Critics Association Awards              | Individual Achievement in Drama                                                                                       | Amy Adams | Indicado  |       |
| 2019 | USC Scripter Award                                 | Television | Marti Noxon (written by) Gillian Flynn (author) Pelo episódio Vanish | Indicado  |       |
| 2019 | Writers Guild of America                           | Long Form Adapted | Ariella Blejer Scott Brown Vince Calandra Gillian Flynn Dawn Kamoche Alex Metcalf Marti Noxon | Indicado  |       |